# 卡奇基夫卡
48°17′6″N 28°27′47″E / 48.28500°N 28.46306°E

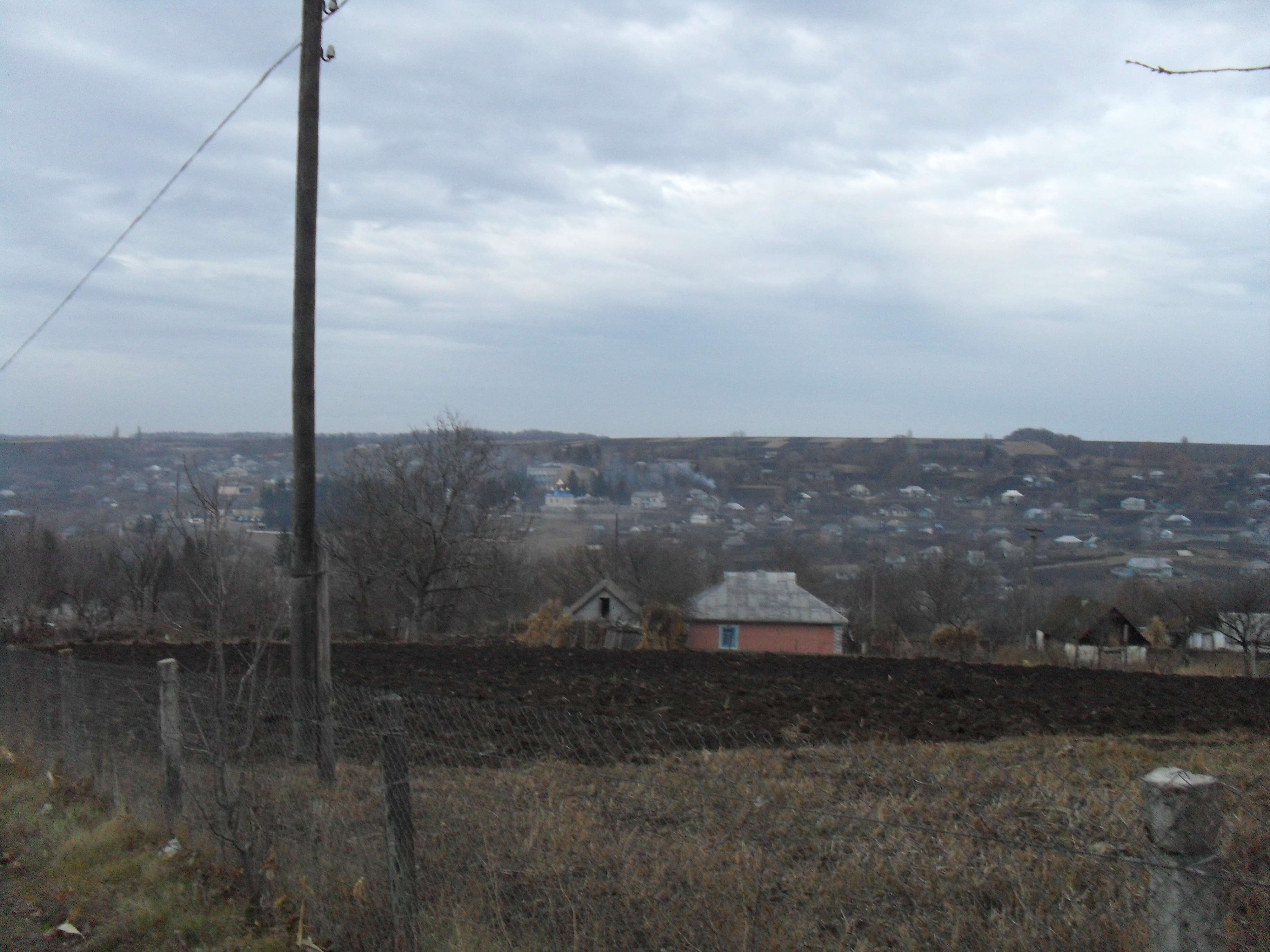

卡奇基夫卡（烏克蘭語：Качківка）是位於烏克蘭西南部文尼察州裏莫希利夫-波季利斯基區的村莊，處於亞蘭卡河畔，始建於1600年，面積5.47平方公里，海拔高度147米，2001年人口1,974。